# Однополые браки в Андорре
Однополые браки в Андорре легальны с 17 февраля 2023 года. Изначально в Андорре 23 марта 2005 года были созданы «стабильные союзы» (кат. unió estable de parella), предоставляющие однополым парам некоторые права и преимущества брака, а затем 25 декабря 2014 года были введены гражданские союзы (кат. unió civil), предоставляющие более широкий набор прав. 21 июля 2022 года Генеральный совет проголосовал за разрешение однополым парам вступать в гражданский брак. Закон был промульгирован князем-соправителем Эмманюэлем Макроном 17 августа 2022 года и вступил в силу через шесть месяцев (17 февраля 2023 года).

## Стабильные союзы
21 февраля 2005 года Генеральный совет принял законопроект о легализации «стабильных союзов». Новый закон был промульгирован соправителем Жаком Шираком и опубликован в Официальном бюллетене Княжества Андорра 23 марта 2005 года. Соправитель Жоан Энрик, епископ Уржельский, не подписал закон. Хотя оба князя являются главами государства Андорра, для утверждения и промульгации новых законов, а также для их публикации в Официальном бюллетене требуется только одна подпись. 
Партнеры, стремящиеся вступить в стабильный союз, не должны состоять в прямом родстве по линии кровного родства или усыновления, а также в боковом родстве по линии кровного родства до четвертой степени. Оба партнера должны быть совершеннолетними или эмансипированными несовершеннолетними, не должны состоять в браке или в существующем стабильном союзе, должны жить как пара, и по крайней мере один из партнеров должен быть резидентом Андорры или гражданином Андорры. Пара должна подать заявление, к которому прилагаются следующие документы: 
- заявление под присягой о совместном проживании,
- копии действующего паспорта или документа, удостоверяющего личность обоих партнеров,
- справка о статусе налогового резидента каждого партнера (граждане Андорры освобождаются от этого требования),
- частный договор, подписанный обоими партнерами, определяющий имущественные и личные отношения, вытекающие из отношений, а также права и обязанности в рамках этих отношений,
- заявление под присягой двух свидетелей, подтверждающее постоянный характер совместного проживания[2].

Стабильный союз регистрируется через шесть месяцев после заявления и затем вносится в Регистр стабильных союзов (Registre d'unions estables de parella).
Пара, состоящая в стабильном союзе, имеет юридические права и обязанности, включая обязательство поддерживать друг друга, право на компенсацию и содержание в случае разрыва отношений, и те же права, что и супруги, в области социального обеспечения и трудового законодательства. Закон о стабильном союзе также признает право на усыновление ребенка пв соответствии с теми же правилами, что и супружеская пара, но только для гетеросексуальных пар. Стабильный союз прекращается в случае брака одной из сторон, смерти одной из сторон, одностороннего заявления путем официального письменного уведомления другой стороны или взаимного заявления.

## Гражданские союзы
2 июня 2014 года, после сделанного ранее заявления, правящая партия «Демократы за Андорру» (DA) представила законопроект о создании гражданских союзов. Гражданские союзы должны были быть равны браку во всем, кроме названия, поскольку слово «брак» было основной причиной, по которой DA проголосовала против законопроекта об однополых браках в мае 2014 года. Законопроект также предоставлял однополым парам право на совместное усыновление. После нескольких месяцев консультаций 27 ноября 2014 года законопроект был принят Генеральным советом 20 голосами против 3 при нескольких воздержавшихся. Законопроект был опубликован в официальном журнале 24 декабря, после промульгации соправителем Франсуа Олландом, и вступил в силу 25 декабря 2014 года. ЛГБТ-группы Андорры осудили закон как дискриминационный.
| Партия                             | Голоса за | Голоса против | Воздержалось | Отсутствовало |
| ---------------------------------- | --------- | ------------- | ------------ | ------------- |
| Демократы за Андорру (DA)          | 18        | -             | -            | 2             |
| Социал-демократическая партия (PS) | -         | 3             | 3            | -             |
| Лауредианский союз (UL)            | 2         | -             | -            | -             |
| Total                              | 20        | 3             | 3            | 2             |

После реформы семейного законодательства, принятой в июле 2022 года, гражданские союзы перестали действовать с 17 февраля 2023 года, а все существующие союзы стали гражданскими браками.

## Однополые браки

### История
21 апреля 2009 года Жауме Бартумеу, лидер Социал-демократической партии (PS), объявил, что партия будет настаивать на проведении дебатов по однополым бракам в Андорре в случае победы на выборах 2009 года. Социал-демократы выиграли выборы, и Бартумеу стал главой правительства 5 июня 2009 года, но никаких последующих действий по легализации однополых браков предпринято не было, а на парламентских выборах 2011 года PS потерпела поражение от «Демократов за Андорру».
В январе 2013 года Высший совет правосудия Андорры назначил социальные выплаты в связи с потерей кормильца Хуану Гарсия Пересу, который вступил в брак со своим покойным мужем в Испании, но так и не подал заявление на создание стабильного союза в Андорре. Первый однополый брак в Андорре был заключен в посольстве Франции в Андорре-ла-Велья в ноябре 2013 года. Брак был заключен по французскому законодательству: Франция легализовала однополые браки ранее в том же году.

### Попытка легализации в 2014 году
31 марта 2014 года Социал-демократическая партия внесла законопроект о легализации однополых браков. 29 мая 2014 года законопроект был отклонен Генеральным советом. Сторонники законопроекта представили в Совет около 3 000 подписей в пользу однополых браков, надеясь убедить законодателей поддержать его. «Демократы за Андорру», голосовавшие против законопроекта, объявили о своем намерении ввести вместо него гражданские союзы; законодательство о гражданских союзах было введено 2 июня 2014 года и вступило в силу 25 декабря 2014 года.

### Принятие законодательства в 2022 году
10 марта 2020 года три партии, образующие правящую коалицию, — «Демократы за Андорру», Либеральная партия и «Вовлечённые граждане» — представили проект закона о легализации однополых браков. Он был согласован с Ассоциацией адвокатов Андорры и Высшим советом правосудия, после чего 24 ноября 2020 года был представлен на рассмотрение Генерального совета. Правительство опубликовало свое одобрение законопроекта 17 декабря. Законопроект предусматривал создание двух форм брака: гражданского брака (casament civil), открытого как для однополых, так и разнополых пар, и «канонического брака» (matrimoni canònic), заключаемого религиозными властями, в основном принадлежащими к католической церкви Андорры. Оба варианта предоставляли одинаковые юридические права и преимущества. Сотрудники брачной службы не могли отказаться от проведения церемонии гражданского брака, за исключением случаев уведомления об этом ЗАГС, в этом случае церемонию бракосочетания будет проводить другой сотрудник брачной службы. Законопроект находился на стадии общественного обсуждения до 13 апреля 2022 года, после более чем 12 продлений в разгар пандемии COVID-19, и был одобрен Генеральным советом как часть нового семейного кодекса 21 июля 2022 года. Статьи, касающиеся однополых браков, были вынесены на отдельное голосование и были одобрены 18 голосами «за» при 6 голосах «против» и 1 воздержавшемся, в то время как остальная часть кодекса была одобрена единогласно. Закон был промульгирован соправителем Эмманюэлем Макроном и опубликован в Официальном бюллетене 17 августа 2022 года, вступил в силу 17 февраля 2023 года.

Депутат Карлес Энсенья приветствовал результаты голосования, заявив: 
Это — закон современной страны, обеспечивающий свободное развитие граждан в обществе, которое основывает свой успех на первичном организационном ядре — семье, со всем ее многообразием. 
Закон предоставляет однополым парам все юридические права, преимущества и обязанности брака, включая право лесбийских пар на искусственное оплодотворение. Закон признает две формы брака: casament civil и matrimoni canònic, которые, согласно статье 78, имеют одинаковые юридические последствия. Тем не менее, социал-демократы выступили против закона, поскольку считали две формы брака дискриминационными. Партия предложила поправку во время парламентского обсуждения, чтобы изменить формулировку гражданского брака на matrimoni civil, но она была отклонена. Закон сделал Андорру одной из последних стран в Западной Европе и 34-й в мире, легализовавшей однополые браки.
В октябре 2022 года Конституционный трибунал согласился рассмотреть дело, поданное Социал-демократической партией, в котором оспаривалось различие между casament и matrimoni. В декабре суд постановил, что использование двух разных терминов для обозначения брака является неконституционным. Он счел концепцию разграничения и определения matrimoni canònic дискриминационной, учитывая, что однополые пары, а также некатолические пары, не будут иметь права на них, и, таким образом, аннулировал раздел закона, который различал эти два термина. Правительство опубликовало заявление о том, что оно будет уважать решение суда, и объявило, что изучит его, чтобы определить, потребуются ли дальнейшие изменения в законе. 30 января 2023 года парламент отменил различие между гражданским и религиозным браком, в результате чего все браки будут называться matrimoni.
Статья 77(2) (раздел II, глава I, параграф II) нового Семейного кодекса гласит:

El matrimoni contret en forma civil té els mateixos requisits i effectes quan ambdós contraents siguin persones del mateix o de diferent sexe.
(Гражданский брак имеет одинаковые условия и последствия независимо от того, являются ли вступающие в него лица одного или разного пола.)